# Bogis-Bossey
Bogis-Bossey är en kommun i distriktet Nyon i kantonen Vaud, Schweiz. Kommunen har 984 invånare (2023).
Kommunen består av huvudorten Bogis och byn Bossey.